# Stepski tvor
Stepski tvor (lat. Mustela eversmanii) je životinjska vrsta iz roda Mustela, podrijetlom iz srednje i istočne Europe i Srednje Azije. 

## Obilježja
Glavno mu je obilježje znatno svjetlije krzno, a dužina tijela im varira od 30 do 80 cm. Trudnoća traje 39 do 43 dana, a rađa se obično šest do osam mladih. Živi u otvorenim prostorima u Europi i Aziji. Staništa su joj jazbine koje kopaju sami. Stepski tvor jede uglavnom meso; glodavaca, ptica, gmazova i vodozemaca. Hranu lovi u sumrak i noću.

## Podvrste
- M. eversmanii admirata
- M. eversmanii amurensis
- M. eversmanii eversmanii
- M. eversmanii hungarica
- M. eversmanii larvatus
- M. eversmanii michnoi
- M. eversmanii talassicus